# Camillo 92,9
Radio Camillo 92,9 ist ein privater christlicher Hörfunksender aus Nürnberg. Zielgruppe sind Jugendliche und Erwachsene, die Informationen und musikalische Neuerscheinungen aus der christlichen Szene interessieren, aber auch Hörer, die mit dem christlichen Glauben bisher noch nicht in Kontakt gekommen sind. Der Sender will nach eigenem Bekunden zeigen, wie der christliche Glaube im Alltag aktuell werden kann.
Der Radiosender gehört vollständig dem Trägerverein Christliche Medienarbeit Franken e. V. (kurz: CMF e. V.). Die rund 15 Mitarbeiter von Camillo und die Vereinsmitglieder des CMF e. V. ermöglichen den Sendebetrieb durch ehrenamtliches Engagement, Mitgliedsbeiträge und Spenden.

## Geschichte
Der überkonfessionelle Sender begann seine zweistündigen Magazine 1989 mit eigener Lizenz auf der Frequenz von Radio Z und Radio 5. Der Sender wechselte später auf die Frequenz 92,9 MHz, die auch von den Sendern Radio AREF und Radio Meilensteine oder Hit Radio N1 genutzt wird.
Aktuell moderieren, für Camillo 92,9, Jakob Rudolph, Merlin Thona, Tom Erlenwein, Agathe Halmen und Rebecca Plößl.

## Programm
Camillo 92,9 sendet sonntags, montags und dienstags zwischen 21 und 23 Uhr und sonntags von 12 bis 13 Uhr. Die terrestrische Sendefrequenz beträgt 92,9 MHz, weiterhin erfolgt die Verbreitung über DAB+ Kanal 10C, das Kabelnetz im Großraum Nürnberg (99,65 MHz) und weltweit im Internet auf der eigenen Internetseite www.camillo929.de.
Der Sender spielt ausschließlich aktuelle christliche Musik aus den Genres Pop, Club, HipHop und R&B.
Zum Programm gehören folgende Rubriken:
- Was geht ab in Franken?: Regionale Veranstaltungstipps
- Musikupdate: Neuerscheinungen in der christlichen Musikszene
- Horch amol: Christliche Nachrichten aus Deutschland und der Welt
- Lifestories: Begebenheiten aus der Bibel neu erzählt
- Bibel 2 go: Gedanken aus dem Alltag zu einem Bibelvers
- Nachtgedanken: Gedanken kurz vorm Schlafengehen